# Deífob

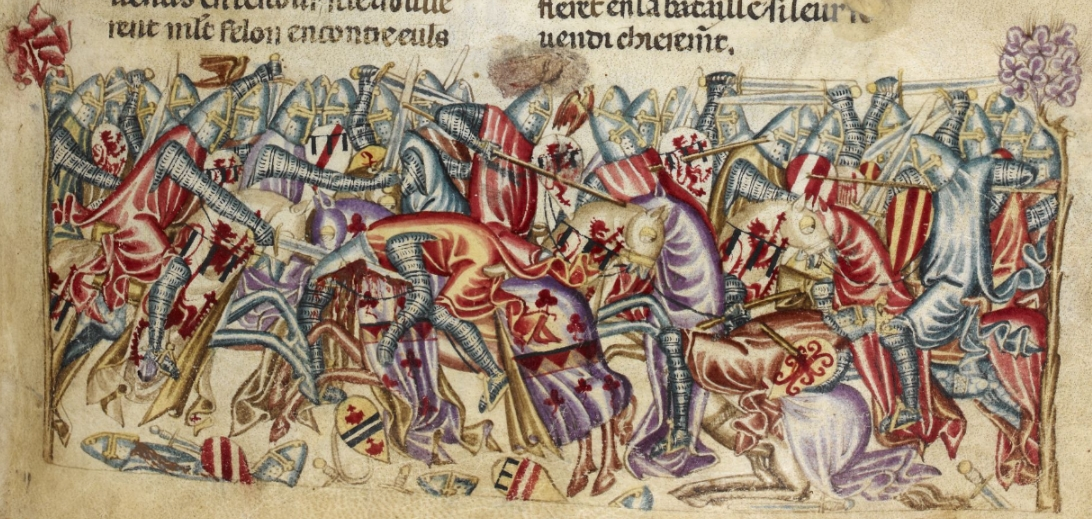
Història Antiga fins a Cèsar. Representació de la proesa de Deífob.

Segons la mitologia grega, Deífob (en grec antic Δηΐφοβος) fou un heroi, fill de Príam i d'Hècuba i el germà preferit d'Hèctor.
Sota la forma de Deífob, Atena s'aparegué a Hèctor en el combat entre aquest i Aquil·les, per tal de confondre'l i incitar-lo a resistir, cosa que va ser la seva perdició. També va ser Deífob qui va reconèixer Paris en els Jocs Fúnebres on ell va vèncer tots els seus germans. Quan Paris va haver mort a mans de Filoctetes, Deífob va casar-se amb Helena en competició amb el seu germà Helen. Quan va caure Troia, Odisseu i Menelau van atacar casa seva i el van fer presoner. Menelau el va matar i el va mutilar. La seva ombra es va aparèixer a Eneas quan aquest baixà a l'Hades.